# Бронштейн, Илья Николаевич
Илья Николаевич Бронштейн (1903—1976) — советский математик и историк математики. Соавтор всемирно известного «Справочника по математике для инженеров и учащихся ВТУЗов», издающегося до сих пор и переведенного на многие мировые языки.

## Биография
С 1939 года преподавал на кафедре высшей математики Московского государственного машиностроительного университета (МАМИ), а также работал в Центральном аэрогидродинамическом институте им. Н. Е. Жуковского.

## Некоторые труды
- Бронштейн И. Н. О мнимых линейных Wurf’ax. Мат. сб., 34:1 (1927), с. 37-47.
- Балезин С. А., Бронштейн И. Н., Булаевский Н. Ф. и др. Краткий технический справочник. М.—Л.: Гостехтеориздат, 1949.
- Бронштейн И. Н. К истории «Обозрений преподавания чистой математики» Н. И. Лобачевского // Историко-математические исследования. — М.: ГИТТЛ, 1950. — № 3. — С. 171—196.
- Бронштейн И. Н. Выявление наследия Н. И. Лобачевского и материалов его биографии // Сто двадцать пять лет неевклидовой геометрии Лобачевского (1826—1951). М.-Л.: ГИТТЛ, 1952. С. 61—74.
- Бронштейн И. Н. Неизвестная статья Н. И. Лобачевского по акустике. Акустический журнал, том 2 (1956), вып. 3—4.
- Бронштейн И. Н. Преподавание темы «Кривые 2-го порядка» во ВТУЗе. Матем. просвещение, сер. 2, 2 (1957), 211—225.
- Бронштейн И. Н. Всесоюзное совещание преподавателей математики высших учебных заведений СССР. Матем. просвещение., сер. 2, 5 (1960), 215—222.
- Бронштейн И. Н., Маркушевич А. И., Позняк Э. Г., Розенфельд Б. А., Юшкевич А. П. Памяти Марка Яковлевича Выгодского. Успехи математических наук, 22:5 (137) (1967), стр. 203—206.
- Бронштейн И. Н. Общие свойства конических сечений, Квант, № 5, 1975.
  - Бронштейн И. Н. Эллипс, Квант, № 1, 1975.
  - Бронштейн И. Н. Гипербола, Квант, № 3, 1975.
  - Бронштейн И. Н. Парабола, Квант, № 4, 1975.
- Лобачевский Н. И. Научно-педагогическое наследие. Руководство университетом. Фрагменты. Письма. Под обшей ред. П. С. Александрова, И. Н. Бронштейна, Б. Л. Лаптева, А. И. Маркушевича, В. В. Морозова, А. П. Нордена. Отв. редакторы П. С. Александров и Б. Л. Лаптев. М.: Наука, 1976.
- Бронштейн И. Н., Семендяев К. А. Справочник по математике для инженеров и учащихся втузов. — М.—Л., Гостехиздат, 1945.
- Бронштейн И. Н., Семендяев К. А. Справочник по математике для инженеров и учащихся втузов. — изд. 13-е. — М.: Наука, 1986. — 544 с.